# Lophoptera pustulifera
Lophoptera pustulifera är en fjärilsart som beskrevs av Walker 1864. Lophoptera pustulifera ingår i släktet Lophoptera och familjen nattflyn. Inga underarter finns listade i Catalogue of Life.